# Dökkálfar e Ljósálfar

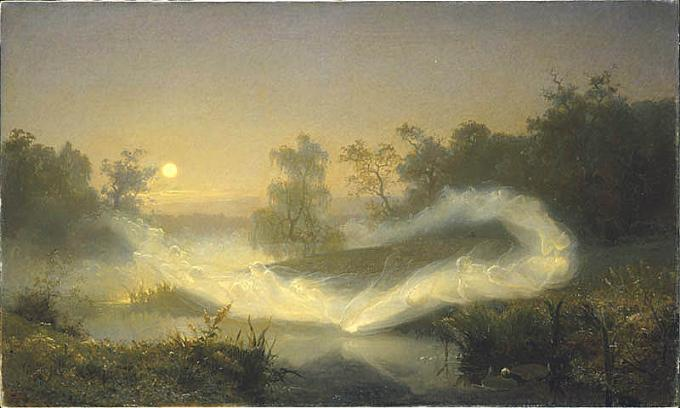
Älvalek (Peça dos Elfos ou A Dança das Fadas) (1866) por en.

Na mitologia nórdica, Dökkálfar ("Elfos Escuros") e Ljósálfar ("Elfos Luminosos") são dois tipos contrastantes de elfos. Os elfos escuros habitam o interior da terra e têm uma tez escura, enquanto os elfos luminosos vivem em Álfheimr e são descritos como "mais belos que o sol". Os Ljósálfar e os Dökkálfar são mencionados na Edda em prosa, escrita no século XIII por Snorri Sturluson, e no poema em nórdico antigo tardio Hrafnagaldr Óðins. Estudiosos desenvolveram teorias sobre a origem e as implicações desse conceito dualista.

## Atestações

### Edda em prosa
Na Edda em prosa, os Dökkálfar e os Ljósálfar são descritos no capítulo 17 do livro Gylfaginning. Nesse capítulo, Gangleri (o rei Gylfi [en] disfarçado) pergunta à figura entronizada de Hár quais outros "centros principais" existem nos céus além da fonte Urðarbrunnr. Alto responde que há muitos lugares notáveis nos céus, incluindo um local chamado Álfheimr (nórdico antigo: "Lar dos Elfos" ou "Mundo dos Elfos"). Ele explica que os Ljósálfar vivem em Álfheimr, enquanto os Dökkálfar habitam sob a terra e têm aparência e comportamento muito diferentes dos Ljósálfar. Alto descreve os Ljósálfar como "mais belos que o sol" e os Dökkálfar como "mais negros que piche".
À medida que o capítulo 17 prossegue, Gangleri pergunta o que protegerá o belo salão de Gimlé, descrito anteriormente como "o extremo sul dos céus", quando os fogos de Surtr "queimarem céus e terra" (Ragnarök). Alto responde que existem outros céus. O primeiro, chamado Andlàngr [en], está "ao sul e acima deste nosso céu", e ele acredita que Gimlé está localizado no terceiro céu, Víðbláinn [en], "ainda mais acima". Alto adiciona que "acreditamos que apenas os elfos luminosos habitam esses lugares por enquanto".

### Hrafnagaldr Óðins
Há uma menção adicional aos Dökkálfar no poema em nórdico antigo tardio Hrafnagaldr Óðins ("O Encantamento do Corvo de Odin"), na estrofe 25.

## Teorias e interpretações
Como o conceito é registrado apenas no Gylfaginning e no poema tardio Hrafnagaldr Óðins, não está claro se a distinção entre os dois tipos de elfos foi criada por Snorri ou se ele apenas relatava um conceito já existente.

### Influência cristã
A subclassificação pode ter resultado da influência do Cristianismo, por meio da importação do conceito de bem e mal e anjos de luz e escuridão. Anne Holtsmark [en] defendeu essa visão, embora com alguma ressalva, já que o dualismo "bem contra o mal" não é exclusivo do pensamento cristão. Além de algumas observações adicionais para apoiar a hipótese, Holtsmark foi creditada por demonstrar que Snorri tomou emprestado de escritos cristãos, especificamente que "a descrição de Snorri sobre Víðbláinn [en] [o terceiro céu povoado por elfos luminosos] foi quase certamente influenciada (e possivelmente baseada) no relato dos anjos no Elucidarius [en]."
Críticos dessa visão, como Rudolf Simek e Gabriel Turville-Petre [en], acreditam que os aspectos "escuros" e "claros" dos mesmos seres não são inerentemente improváveis, já que cultos de morte e fertilidade estão frequentemente relacionados.

### Anões
Como a Edda em Prosa descreve os Dökkálfar como habitantes subterrâneos, eles podem ser anões sob outro nome, na opinião de estudiosos como John Lindow [en].
A Edda em Prosa também menciona unicamente os Svartálfar ("elfos escuros"), mas há razões para acreditar que esses também se referem a anões.
Consequentemente, Lindow e outros comentadores observaram que pode não haver distinção intencional entre elfos escuros e elfos escuros por aqueles que criaram e usaram esses termos. O artigo de Lotte Motz [en] sobre elfos mistura e, portanto, equipara "elfos escuros" e "elfos escuros" desde o início.

### Trindade de Grimm
Jacob Grimm conjecturou que o proto-elfo (ursprünglich) provavelmente era um "espírito claro, branco e bom", enquanto os anões poderiam ser concebidos como "espíritos negros" por comparação relativa. No entanto, as "duas classes de seres estavam se confundindo", e surgiu a necessidade de cunhar o termo "elfo branco" (ljósálfar ou hvítálfar—"elfos luminosos") para se referir aos "elfos propriamente ditos". Isso era contrapartida ao "elfo negro" (dökkálfar ou svartálfar—"elfos escuros").
Em vez de uma dualidade, Grimm postulou três tipos de elfos na mitologia nórdica: ljósálfar, dökkálfar e svartálfar.
No entanto, a "divisão tripartida" de Grimm (como Shippey a chama) enfrentou "problemas" na afirmação de Snorri de que os elfos escuros eram negros como piche, o que levaria à "primeira redução" de que "elfos escuros = elfos escuros". Como solução, Grimm "declara a afirmação de Snorri falaciosa" e sugere que os "elfos escuros" não eram realmente 'escuros', mas sim 'pálidos' ou 'cinzentos'. Embora admitindo que "tal trilogia ainda [falta] prova decisiva", ele traça paralelos com os espíritos brancos, marrons e negros subterrâneos na lenda Pomerâniana e com as tropas brancas, pálidas e negras de espíritos que vêm reivindicar almas na história de Solomon e Marcolf [en].